# Elizabeth Holmes
Elizabeth Anne Holmes (Washington D. C.; 3 de febrero de 1984) es una empresaria estadounidense condenada por fraude, fundadora y exdirectora ejecutiva de la extinta empresa Theranos, una compañía estadounidense de servicios en tecnologías de la salud y de laboratorio clínico. Entre sus servicios destacaba el desarrollo de una plataforma de diagnóstico portátil que realizaba exámenes de laboratorio a partir de una pequeña muestra de sangre, evitando el uso de agujas para su extracción. Este proceso acabó terminando con constantes fallos, y peligrosas respuestas para sus clientes. Esta técnica fue cuestionada en múltiples ocasiones por sus resultados inconsistentes entre mediciones. Empleados de su misma empresa, dando cuenta de las inconsistencias y el mal uso de equipo dentro de la empresa, decidieron levantar la voz para acusar a Theranos y a su directora ejecutiva de mentir a los clientes. Holmes fue acusada de "fraude masivo" por engañar tanto a clientes como a inversores, y su empresa fue puesta bajo investigación federal.
Holmes fue incluida en el listado de Forbes publicado en 2014 como la primera mujer en alcanzar una fortuna mayor a los mil millones de dólares americanos ($) por sí misma, y ubicándose en el puesto 360 de la lista Forbes, y el número 110 de la lista de las 400 personas más ricas de Estados Unidos. El 1 de junio de 2016, tras meses de dudas sobre la tecnología, investigaciones de varias agencias federales, acusaciones de riesgo médico e incluso de fraude, Forbes revisó la estimación del valor neto de la fortuna de Holmes desde los anteriores 4500 millones de dólares a cero.
Elizabeth Holmes y Ramesh Balwani (ex-COO de Theranos y expareja de Holmes) fueron procesados en junio de 2018, declarándose inocentes. Fueron liberados por una fianza de $500,000 dólares. Además, Holmes renunció al control de su empresa y se le prohibió formar parte de la junta directiva de cualquier empresa pública durante una década. El juicio, en el caso llamado U.S. v. Elizabeth Holmes, et al., terminó en enero de 2022. Holmes fue encontrada culpable de tres cargos de fraude electrónico y uno por conspiración para defraudar a inversores, siendo sentenciada a más de 11 años de prisión.
El 31 de mayo de 2023 ingresa en la prisión federal de mínima seguridad de Bryan, Texas.

## Primeros años
Elizabeth Holmes nació en febrero de 1984 en Washington D. C.. Su padre, Christian Holmes IV, trabajó en Estados Unidos, África y China como parte de agencias gubernamentales como la Agencia de los Estados Unidos para el Desarrollo Internacional (USAID). Noel, su madre, trabajó como asesora personal de uno de los miembros del Congreso de los Estados Unidos. Elizabeth tiene un hermano, Christian Holmes V, quien es el director de Gestión de Producto de Theranos. Un ancestro suyo fue el fundador de la compañía Fleischmann's Yeast. Además, Elizabeth está relacionada con la actriz norteamericana Katherine MacDonald, quien estuvo casada con su tatarabuelo, Christian Rasmus Holmes II, entre 1898 y 1944.
Cuando era niña leyó la biografía de su tatarabuelo Christian R. Holmes, quien fue un cirujano, ingeniero, inventor y un veterano condecorado de la Primera Guerra Mundial. Holmes nació en Dinamarca en 1857 y fue el decano de la Facultad de Medicina de la Universidad de Cincinnati, donde existe un hospital con su nombre como homenaje. La carrera de su ancestro inspiró a Elizabeth a seguir la profesión de medicina, pero rápidamente se dio cuenta de que tenía miedo a las agujas. Tiempo después Elizabeth comentó que este temor es una de las motivaciones para crear Theranos.
A la edad de 9 años su familia se mudó a la ciudad de Houston, Texas, donde su padre había obtenido un trabajo en Tenneco, una compañía dedicada al diseño y fabricación de distribuidores de aire limpio y sistemas de suspensión para la industria automotriz. Intrigada con el trabajo de su padre en China, Elizabeth y su hermano aprendieron chino mandarín a muy temprana edad. Gracias a esto ella pasó su adolescencia en China, y mientras aún asistía al colegio inició un negocio vendiendo compiladores de C++ a universidades chinas.

## Educación
En el año 2002, Elizabeth Holmes ingresó a la Universidad de Stanford para estudiar química. Como estudiante de primer año fue nombrada como una de las "Becarias del Presidente" y recibió un estipendio de 3000 dólares para realizar un proyecto de investigación. Fue convencida por su profesor de ingeniería química, Channing Robertson, para usar el dinero para un proyecto en su laboratorio. Adicionalmente complementó el conocimiento de chino mandarín, adquirido durante la infancia, con cursos de verano en Stanford. Esto le ayudó a obtener una plaza para prácticas en el Instituto del Genoma de Singapur. En ese momento, el instituto se encontraba trabajando en desarrollar nuevos métodos para detectar el coronavirus SARS Co-V en la sangre o con hisopos nasales. Holmes se dio cuenta de que había mejores maneras para realizar pruebas que se realizaban allí.[cita requerida]
Después de su regreso a Estados Unidos, escribió una solicitud de patente para un dispositivo portátil que podría ayudar a administrar un medicamento, monitorear las variables en la sangre del paciente y ajustar la dosis para alcanzar el efecto deseado. Mostró su solicitud de patente al profesor Robertson, y le dijo que ellos podrían poner un chip para telefonía celular en el dispositivo como una aplicación para telemedicina. Finalmente, en septiembre de 2003, Elizabeth presentó la solicitud de patente en Estados Unidos con el identificador 8101402B2 con el nombre "Dispositivo médico para monitoreo analítico y suministro de medicamentos".

## Carrera profesional

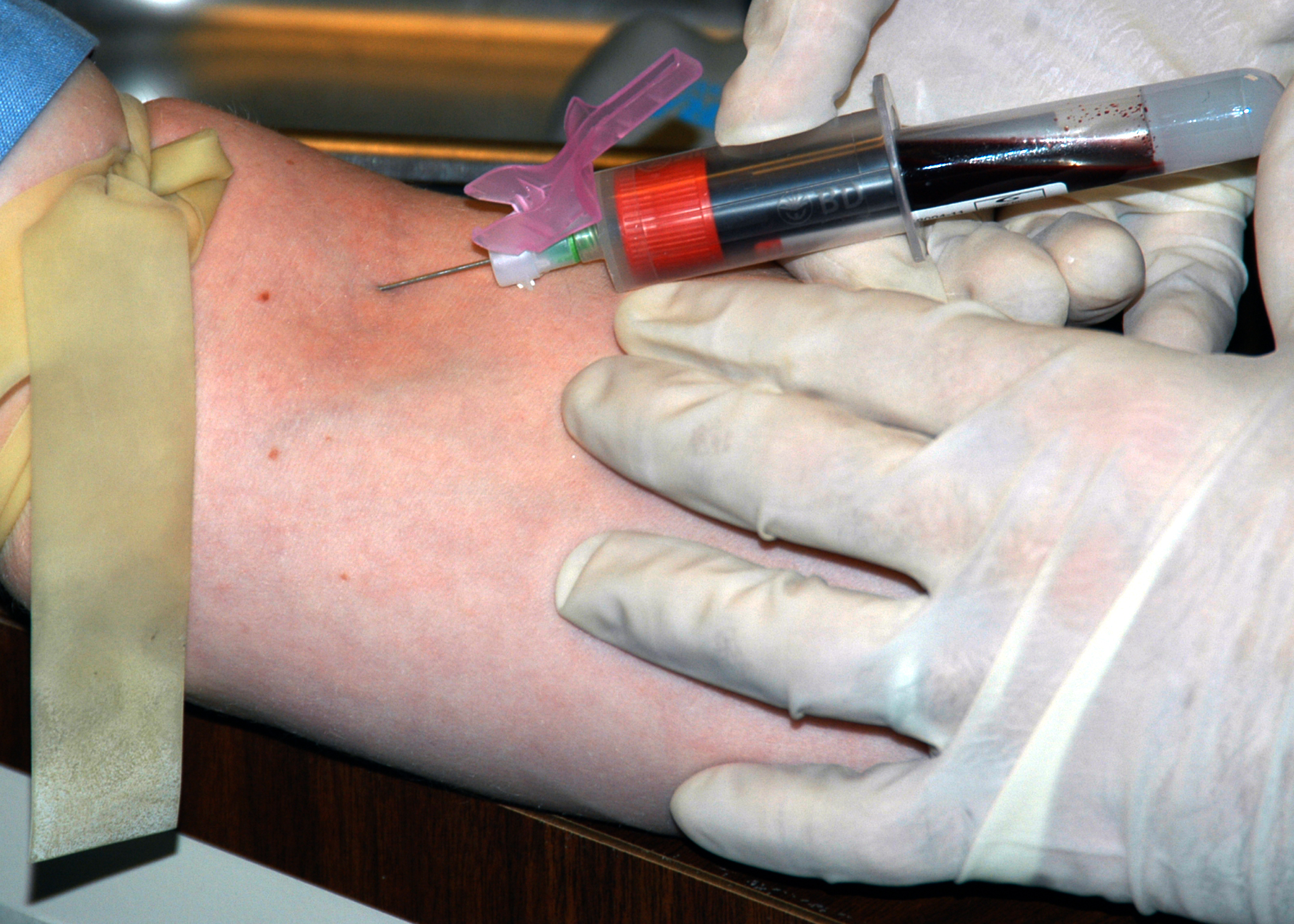
Extracción tradicional de sangre por venopunción en un laboratorio clínico

Elizabeth Holmes le propuso al profesor Robertson crear una empresa en el otoño de 2003, cuando ella tenía 19 años de edad y durante su segundo año en la Universidad de Stanford. Usó el dinero que sus padres habían ahorrado para su educación para fundar la empresa Real-Time Cures en Palo Alto, California. Posteriormente, cambió el nombre de la empresa a Theranos (una mezcla de las palabras en inglés para terapia, y diagnóstico, "therapy" and "diagnosis"), porque creía que muchas personas reaccionaban con  desconfianza a la palabra "cure" ("cura" en inglés). Inicialmente, trabajó en el sótano de la casa de un grupo universitario. Un semestre después, dejó la universidad para dedicarse a tiempo completo a su negocio, en el cual el profesor Robertson se desempeñó como director de la empresa.
Durante la siguiente década, la compañía creció gradualmente, aumentando sus fondos a $ 400 millones de dólares gracias a la entidad financiera de capital de riesgo Draper Fisher Jurvetson y a Larry Ellison (expresidente de Oracle), entre otros, llevando a la compañía de una planta de una única persona a 500 personas.  Durante este período, Theranos operó en "modo oculto", manteniendo un alto secretismo para evitar posibles competidores o inversionistas que podrían financiar a un competidor. Como parte de este secretismo, en el año 2007 la empresa llevó a tres exempleados ante la corte acusándolos de apropiación indebida de secretos comerciales.
En el año 2004, la compañía se encontraba autorizada para operar en casi todos los estados de Estados Unidos y ofrecía más de 200 pruebas diferentes y comunes en sangre sin la necesidad de usar una jeringa. En aquel momento la compañía contaba con 500 empleados y estaba valorada en más de 9000 millones de dólares, y Holmes mantuvo el control de más del 50 por ciento del patrimonio de la compañía. Para el año 2014, Holmes contaba ya con 18 patentes en Estados Unidos y 66 más en el extranjero a su nombre, y había sido incluida como coinventora en más de 100 solicitudes de patentes adicionales.
Holmes fue la mujer milmillonaria por su propio esfuerzo más joven incluida en la lista Forbes 400 de los más ricos. Ocupó el puesto #110 de Forbes de Estados Unidos, y su patrimonio se estimó en 4500 millones de dólares. De hecho, en la lista de Forbes el calificador "self-made score" que clasifica en la escala de 1 a 10 el origen de la fortuna de la persona, donde 1 es completamente heredada y 10 el producto de un ascenso desde cero a lo más alto, Holmes estaba calificada con 8, lo que significa que se había hecho a sí misma a partir de sus orígenes de clase media o media alta.
En octubre de 2016, tras dudas sobre la eficacia de sus pruebas de sangre, Holmes anunció que cerraría sus laboratorios clínicos, despidiendo al 40 por ciento de su plantilla para centrarse en su plataforma de investigación "minilab". En marzo de 2018, la Comisión de Bolsa y Valores de Estados Unidos (SEC) dictaminó que Holmes había cometido un fraude masivo estimado en más de 700 millones de dólares, al exagerar durante años sobre la capacidad técnica de sus productos y sobre el desempeño económico de la empresa Theranos. La SEC multó a Holmes con 500 mil dólares y la imposibilidad de dirigir cualquier otra empresa que cotizara en la bolsa durante un periodo de 10 años. 

### Theranos
La compañía fundada en 2003 por Elizabeth Holmes usaba como principal producto una plataforma para las pruebas de sangre que utilizaba unas pocas gotas de sangre obtenidas a través de un pequeño pinchazo, más que la técnica tradicional de usar una jeringa y una gran aguja. Desde sus inicios la empresa se caracterizó por ser muy reservada acerca de sus planes futuros como parte de su estrategia de negocios.
El consejo de administración estuvo compuesto por varias personalidades muy destacadas dentro de Estados Unidos, además de Elizabeth Holmes, como George P. Shultz, William J. Perry y Henry A. Kissinger, entre otros.
Una investigación del diario The Wall Street Journal reveló que la empresa no había llegado a desarrollar la revolucionaria tecnología que proclamaba y que se servía de equipos convencionales para llevar a cabo la gran mayoría de los análisis de sangre que se le encargaban. El escándalo culminó el 2018 con el cierre de la empresa.
Para quienes conocen los mecanismos de las pruebas de sangre, la cantidad de reactivos, la precisión de la centrifugación y la complejidad de las proteínas que fluyen en el suero sanguíneo, la promesa de Elizabeth Holmes siempre sonó imposible.
Actualmente sigue un proceso judicial por conspiración y fraude. Elizabeth Holmes y el expresidente de Theranos, Ramesh “Sunny” Balwani, fueron procesados por un gran jurado en junio de 2021 con 11 cargos penales en total. Dos de esos cargos fueron conspiración para cometer fraude electrónico (contra inversores y contra médicos y pacientes). Holmes aún espera ser enjuiciada ante un tribunal federal en el que arriesga penas de hasta 20 años de prisión y millones de dólares en multas. Tras la pandemia de COVID-19, los abogados de Holmes pidieron retrasar el juicio hasta abril de 2021. En marzo de 2021, Holmes apareció a través de una llamada de Zoom en la que el fiscal federal adjunto Robert Leach dijo que a los fiscales se les informó que Holmes estaba embarazada, agregando que "es frustrante y decepcionante enterarse de esto ahora", ya que Holmes iba por el quinto mes de embarazo cuando se les dio la noticia. Dada la situación, el juicio volvió a retrasarse a agosto de 2021.
El juicio contra Holmes finalizó en enero de 2022, cuando fue declarada culpable de defraudar a los inversores y no culpable de defraudar a los pacientes. Por esto se enfrenta a una pena de hasta 20 años en una prisión federal, más potencialmente millones en restitución y multas; la sentencia estaba programada para el 26 de septiembre de 2022, el 18 de noviembre del 2022, se dictó el veredicto por parte del juez del caso, y fue condenada a 11 años de cárcel, aun estando embarazada, no se espera que sea revertida la sentencia por parte de sus abogados, por su estado de salud.

## Personaje de Silicon Valley
Elizabeth Holmes se convirtió por un tiempo en un personaje mítico de Silicon Valley como Steve Jobs o Mark Zuckerberg, con quienes fue comparada varias veces.
Con Mark Zuckerberg, fundador de Facebook, comparten varias características: ambos nacieron en 1984, son ambiciosos y se retiraron de la universidad antes de obtener un grado y poder hacer realidad su visión. En cuanto a Steve Jobs, cofundador de Apple, quien también se retiró de la universidad antes de graduarse, se le compara por su forma de vestir, usualmente muy sobria, con pantalón y jersey de cuello alto ambos en negro. Afirmaba que el hecho de ser mujer nunca lo había considerado como un problema.

## Vida personal
En 2019 Elizabeth Holmes contrajo matrimonio en una ceremonia secreta con William Evans, un heredero de la cadena de hoteles "Evans Hotel Group" de California. A finales de 2020 quedó embarazada de su esposo. El nacimiento de su hijo tuvo lugar en julio de 2021, lo cual retrasó su juicio hasta el 31 de agosto de 2021. En octubre de 2022 se anunció que estaba embarazada nuevamente. A principios de 2023 nació su segundo hijo.
Holmes aseguró durante su juicio que había sido violada durante sus primeros años en Stanford. Esto fue luego confirmado por las autoridades. Esta experiencia es representada en la serie de Hulu The Dropout. También acusó a su entonces esposo Balwani de abuso emocional y sexual, aunque él lo negó.

## Cultura popular
- La cadena de televisión HBO realizó el documental Desangrando a Silicon Valley, que muestra el ascenso y descenso de la empresa Theranos, y cómo Elizabeth Holmes pasó de ser vista como una promesa en el mundo de la ciencia y la tecnología (siendo constantemente comparada con Steve Jobs), a ser acusada de fraude por sus mismos empleados.[28]

- Es interpretada por Amanda Seyfried en la miniserie The Dropout.[29]

- El capítulo 4 de la temporada 35 de Los Simpsons parodia el escándolo de Theranos. Persephone Odair, el personaje que parodia a Holmes, es interpretado por Elizabeth Banks.[30][31]
- El capítulo 10 de la temporada 23 de Padre de familia parodia la miniserie The Dropout. Lois interpreta el papel de Seyfried en la miniserie.